# Поезія (фільм)
«Поезія» (кор. 시; Си) — корейська драма режисера Лі Чхан Дона. Світова прем'єра відбувся 13 травня 2010 року. На 63-м Міжнародному Каннському кінофестивалі фільм «Поезія» отримав нагороду за найкращий сценарій.

## Зміст
Міджа любить виглядати красиво і цінує естетику в одязі. Вона виховує онука і починає пробувати себе в поезії, відвідуючи спеціалізований гурток. Світ навколо для неї — зосередження яскравих фарб, чарівних образів і нових вражень. Та позитивний настрій героїні враз сходить нанівець, коли доля завдає їй першого жорстокого удару.